# Busto de Tanit

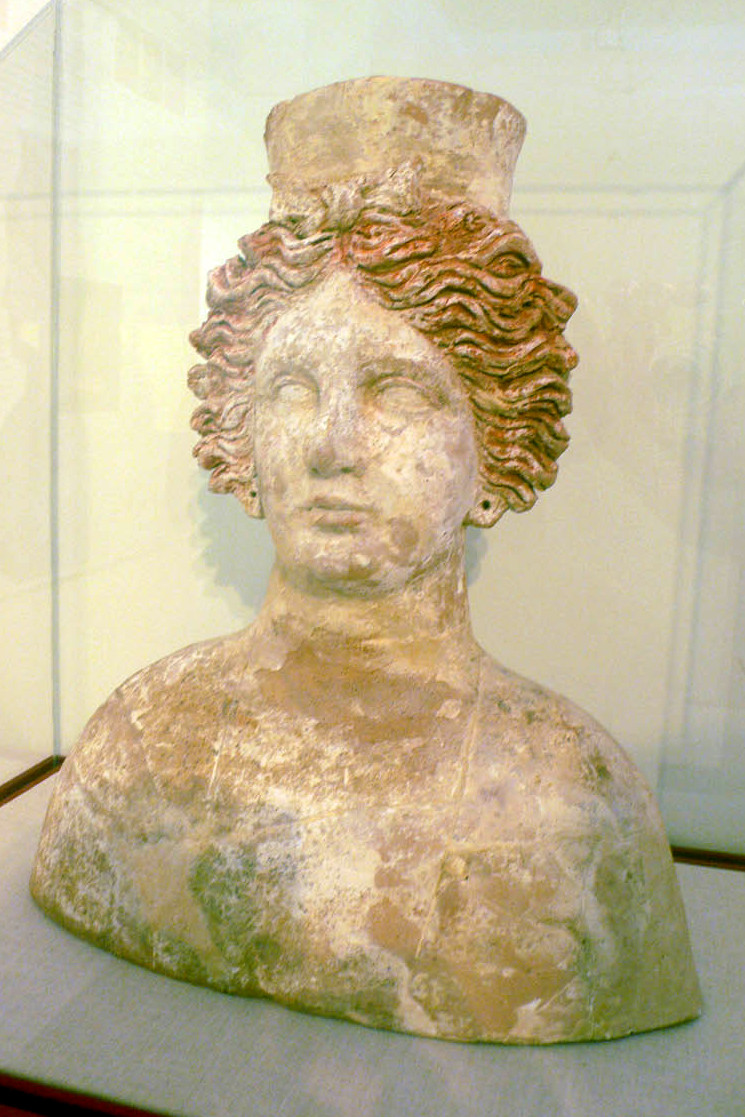
Busto de Tanit, hallado en la necrópolis púnica de Puig des Molins, Ibiza.

El busto de Tanit es una pequeña figura de terracota identificada con el culto a la diosa homónima, y que se encuentra en el Museo Monográfico de Puig des Molins en Ibiza (España).
La estatuilla, de apenas 47 cm, fue hallada en la necrópolis púnica de Puig des Molins, Ibiza. Se cree que fue realizada por un artesano griego en la zona oriental de la isla de Sicilia, de donde procede la arcilla con la que fue confeccionada. A raíz de aquí, recientes hipótesis apuntan que quizás no representa a la diosa Tanit, la cual tuvo un importante culto en Ibiza, sino a Deméter o, quizás, a la diosa Perséfone, hija de la anterior.
Data de en torno a los siglos iv al iii a. C. y se cree que pudo ser una ofrenda votiva en la cueva púnica de Puig des Molins.